# Sigfrid Leander
Sigfrid Leander, född 25 februari 1893 Maria Magdalena församling i Stockholm, död 8 juli 1981 i Storkyrkoförsamlingen i Stockholm, var en svensk museiman, folkbildare och författare.

## Biografi
Leander tog studentexamen 1912 i Karlskrona i Blekinge och påbörjade studier vid Lunds universitet samma år. Verksam som officer 1917-1926, fänrik vid Kungliga Karlskrona grenadjärregemente 1917, löjtnant 1919 och regementsadjutant 1922-1925. Han blev kapten 1926 och lämnade försvaret på frivillig övergångsstat samma år.
Han fortsatte sina studier och avlade filosofie kandidatexamen vid Lunds universitet 1930.  Efter praktiktjänstgöringar vid Riksantikvarieämbetet och Nordiska museet i Stockholm återvände han till Blekinge. Han var museiintendent vid Blekinge museum 1933-1944 och landsantikvarie i Blekinge län 1936-1944. Leander var chef för försvarsstabens bildningsdetalj 1943-1950 och studierektor vid Liberala studieförbundet 1954-1960. Han var den siste föreståndaren för Stockholms arbetareinstitut 1953-1968 och verkställande ledamot i Stockholms arbetareinstitutsförening 1968-1980. 
Leander var en flitig föreläsare och författare. Den ljusa stigen (1923) var hans första och enda skönlitterära verk. Senare gav han ut en mängd böcker och skrifter inom folkbildningsområdet, exempelvis Folkbildning - vad är det? (1953) och Folk och bildning (1974). I samband med hans 80-årsdag gav Nordiska museet ut bibliografin En folkbildares bibliografi (1973) sammanställd av Herluf af Trolle omfattande Sigfrid Leanders publikationer och verk fram till dess. En andra del (Sigfrid Leander - Bibliografi del II) sammanställd av Åke K. G. Lundquist och med en levnadsteckning skriven av Agnes Wirén gavs ut av Nordiska museet 1983. Leander utnämndes till filosofie hedersdoktor vid Lunds universitet 1975. 

## Familj
Sigfrid Leander var son till fängelsedirektören Ulrik Leander och dennes hustru Mathilda, född Johansson. 
Han var gift första gången med gymnastikdirektören Calla Ragnhild Mårtensson (1895–1931), dotter till lantbrukaren och nämndemannen Karl Viktor Mårtensson och folkskollärarinnan Signild Nilsson, och andra gången med gymnastikdirektören Gunborg Cassel (1905–1998), dotter till borgmästaren Oscar Cassel och Anna Hammar.
Han är far till bland andra Ulla Poppius, Gunn Leander-Bjurström och Lars Leander och fick sammanlagt fyra barn i första äktenskapet och två barn i det andra. 
Leander är begraven på Ramdala kyrkogård i Blekinge.